# Naftni tanker
Náftni tánker (angleško Crude Oil tanker) je tanker, ki se uporablja za prevoz surove nafte. 
Tankerji nosilnostjo nad 250.000 ton veljajo za supertankerje. Tankerji z nosilnostjo med 200.000-315.000 se klaficirajo kot "VLCC", nad 315.000 ton pa kot "ULCC". Največji tanker na svetu Knock Nevis je imel nosilnost 550.000 ton.
Trenutno je v uporabi okrog 4020 tankerjev s nosilnostjo nad 10.000 ton, 396 od njih ima nosilnost nad 300.000 ton.
Naftni tankerji na leto transportirajo okrog 2 milijardi ton nafte in so en izmed najcenejših in energetsko najbolj učinkovitih načinov transporta, cena transporta litra nafte čez ocean je samo par evro centov.